# Noise Unit
Noise Unit es un grupo musical, proyecto alterno de Bill Leeb y Rhys Fulber, fundadores de Front Line Assembly. Noise Unit ha tenido varios miembros a lo largo de sus años, entre ellos Marc Verhaeghen (de Klinik) y Chris Peterson (de Front Line Assembly y Decree). Su álbum más reciente, Voyeur, fue producido por Michael Balch, Craig Joseph Huxtable (de Landscape Body Machine) y Jeremy Inkel (de Left Spine Down).

## Historia
Noise Unit surgió como una colaboración entre Bill Leeb y Marc  que produjerón los dos primeros álbumes, ambos siempre apegados al mismo tiempo al sonido de Front Line Assembly. Rhys Fulber se unió al proyecto en 1990. En el álbum Strategy of Violence se denota un estilo demasiado industrial, semejante a Caustic Grip de Front Line Assembly. Al igual sucedió con el álbum Decoder, el cual tiene incluidos samples originales del álbum Millenium. Antes de que Rhys Fulber dejara Front Line Assembly y sus respectivos proyectos, se produjo el álbum Drill, del cual tuvo que esperar para el regreso de Marc Verhaegen que se encontraba colaborando con la banda alemana Haujobb, el cual dio como resultado un collage de sonidos industriales.
En el año 2002 Rhys Fulber regresa a Front Line Assembly, pero Chris Peterson decide dejar el proyecto. Ambos decidieron revivir el proyecto Noise Unit con sonidos que ellos ya tenían, lanzándose en 2005 el álbum Voyeur.

## Discografía
La discografía de Noise Unit comprende seis álbumes y dos sencillos.

### Álbumes
- Grinding into Emptiness (1989)
- Response Frequency (1990)
- Strategy of Violence (1992)
- Decoder (1995)
- Drill (1996)
- Voyeur (2005)
- Deviator (2021, Artoffact)
- Cheeba City Blues (2022, Artoffact)

### Sencillos
- Deceit/Struktur (1989)
- Agitate/In Vain (1990)